# Saba (gastronomia)
La saba, o sapa, è un condimento tipico usato in Emilia-Romagna, Provincia di Mantova, Marche, Umbria, Abruzzo, Puglia, Calabria, Sicilia e Sardegna. 
È uno sciroppo concentrato d'uva che si ottiene dal mosto appena pronto, di uva bianca o rossa; è anche detta infatti "mosto cotto", "vino cotto" o "miele d'uva". Il mosto viene versato in un paiolo di rame e fatto bollire dalle sei alle dieci ore. Dopo un paio d'ore di lenta cottura sul fuoco, alimentato da piccoli legnetti per mantenere bassa la fiamma, si immerge del pane casalingo raffermo, per mitigare l'asprezza e l'acidità del mosto, e si aggiungono delle noci, per evitare che rimanga attaccato al paiolo. La saba è pronta quando si sarà ridotta ad un terzo della sua quantità iniziale.
A fine cottura, la saba viene fatta decantare in una tinozza, poi viene imbottigliata a maturare almeno due mesi o a invecchiare almeno un anno. Risulta molto dolce e si conserva bene proprio grazie al tenore zuccherino.

## Il nome
I termini "saba" (romagnolo) e "sapa" (italiano) derivano dal termine latino sàpor.

## Uso in cucina
(Pellegrino Artusi, La scienza in cucina e l'arte di mangiar bene, 1895)
Era, assieme al miele e ad altri possibili succhi di frutta ridotti tramite cottura, il tipico dolcificante dei nostri antenati, quando lo zucchero di canna o di barbabietola era sconosciuto o molto costoso. Era utilizzata sia per i dolci casalinghi sia per dare più sapore a piatti poveri come la polenta o per intingervi la piadina o lo gnocco fritto. 
Sembra anche che il mosto cotto potesse servire per "governare vini deboli", ovvero dare sapore, zucchero, colore a vini privi di queste caratteristiche. E l'utilizzo finale determinava anche l'uva da utilizzare, bianca (solitamente Trebbiano), più dolce, come condimento e insaporitore dei piatti, rossa più scura di colore (in particolare l'ancellotta) per dare colore al vino.
Squisita insieme ai formaggi stagionati e saporiti, si usa anche come condimento per l'insalata e come salsa per i gelati di crema e di panna. In estate, aggiunta all'acqua, diventa un'ottima bevanda dissetante. 
A Mantova
Entra in molte ricette di antica tradizione come la Saorìna, i Turtéi sguasarót, i Turtlìt  (carnevaleschi) ecc. 
In Romagna
Aggiunta ad un bicchiere di neve fresca forniva tradizionalmente una gradevole granita per i bambini.
In Romagna si usa principalmente per i sabadoni, gustose raviole di mele e pere cotogne, i quali utilizzano la saba sia come ripieno, sia come condimento, sia per entrambi contemporaneamente. 
La saba viene utilizzata anche per: 
- condire fagioli, ceci o castagne;
- bagnare dolci natalizi e di carnevale, ravioli, tortelli e crostate di frutta;
- formare l'impasto di alcuni dolci rustici;
- condire la frutta cotta;
- insaporire il pane;
- inzupparvi la polenta;
- condire verdure cotte e crude;
- affinare formaggi;
- addolcire cibi e bevande.

Viene inoltre impiegata per mantenere morbido il tipico pane di Natale modenese.
Nelle Marche
A Staffolo, Apiro e Cingoli, nel maceratese, viene usata per creare uno dei dolci caratteristici del periodo invernale: i cavallucci, cornetti ripieni di sapa e frutta secca che si conservano per molto tempo. A Rosora, in provincia di Ancona, nella seconda metà di ottobre viene svolta una festa tutta dedicata alla sapa.
In Umbria
La sapa, qui chiamata anche mosto cotto, viene utilizzata per la creazione di prodotti tipici. Ad esempio, a Terni è un ingrediente importante del panpepato (un dolce natalizio), mentre ad Assisi viene usata come condimento per molte pietanze, come gli arrosti.
In Puglia
La saba, chiamata "vincotto", può essere ricavata anche dai fichi che, raccolti appassiti direttamente dall'albero e mescolati a quelli maturi, sono fatti sbollentare fino a quando il liquido risulta ambrato. Il tutto viene messo in ampi canovacci a trama media e pressati per ricavare il liquido che viene ulteriormente addensato a fuoco lento. La saba trova ampio utilizzo anche nella pasticceria tradizionale pugliese, sia per intingervi cartellate e calzoncelli, sia come ingrediente per amalgamare sasanelli e mostacciuoli.
In Calabria
È un ingrediente dei cannarìculi e della cuccìa di santa Lucia.
In Sicilia
Si usa nella preparazione di dolci natalizi come i mustazzali, le mugghiati tipiche del catanese, le cassatelle pasquali o come semplice condimento per assaporare la ricotta fresca. È possibile pure utilizzarlo per sostituire lo zucchero nella preparazione dell'agrodolce.
In Sardegna
La saba, ricavata dal mosto, oppure dai frutti del fico d'India (Saba de figu morisca), o più raramente di corbezzolo, viene frequentemente utilizzata nella preparazione dei dolci tipici. In Barbagia, Logudoro e Anglona la saba (o sapa) è ricavata dal mosto, a Oristano invece maggiormente utilizzata la saba di fico d'India.

## Pekmez turco
Simile ma ottenuto in modo diverso anche per il tipo di frutto usato è il pekmez turco, in uso sin dai tempi dell'impero ottomano. Questo succo (di uva, di fichi o altro) bollito viene usato come sciroppo dolce, abbinato alla tahina a colazione o come ingrediente per diverse ricette in pasticceria.